# Conseil du commerce de France
 (mars 2016).
Si vous disposez d'ouvrages ou d'articles de référence ou si vous connaissez des sites web de qualité traitant du thème abordé ici, merci de compléter l'article en donnant les références utiles à sa vérifiabilité et en les liant à la section « Notes et références ».
Ne doit pas être confondu avec conseil national du commerce.
Le Conseil du Commerce de France (CdCF) est une association qui regroupe une trentaine de fédérations professionnelles du commerce de tous secteurs, à ne pas confondre avec le conseil national du commerce créé en avril 2023.

## Activité de lobbying auprès de l'Assemblée nationale
Le Conseil du Commerce de France est inscrit comme représentant d'intérêts auprès de l'Assemblée nationale. Il déclare à ce titre en 2014 un budget global de 1 129 000 euros, et indique que les coûts annuels liés aux activités directes de représentation d'intérêts auprès du Parlement sont compris entre 20 000 et 30 000 euros.